# تپه داری خوری
تپه داری خوری مربوط به هزاره دوم قبل از میلاد است و در شهرستان بیجار، روستای گلستانه واقع شده و این اثر در تاریخ ۸ مرداد ۱۳۸۱ با شمارهٔ ثبت ۵۹۱۸ به‌عنوان یکی از آثار ملی ایران به ثبت رسیده است.